# یلوه رخ‌حنایی

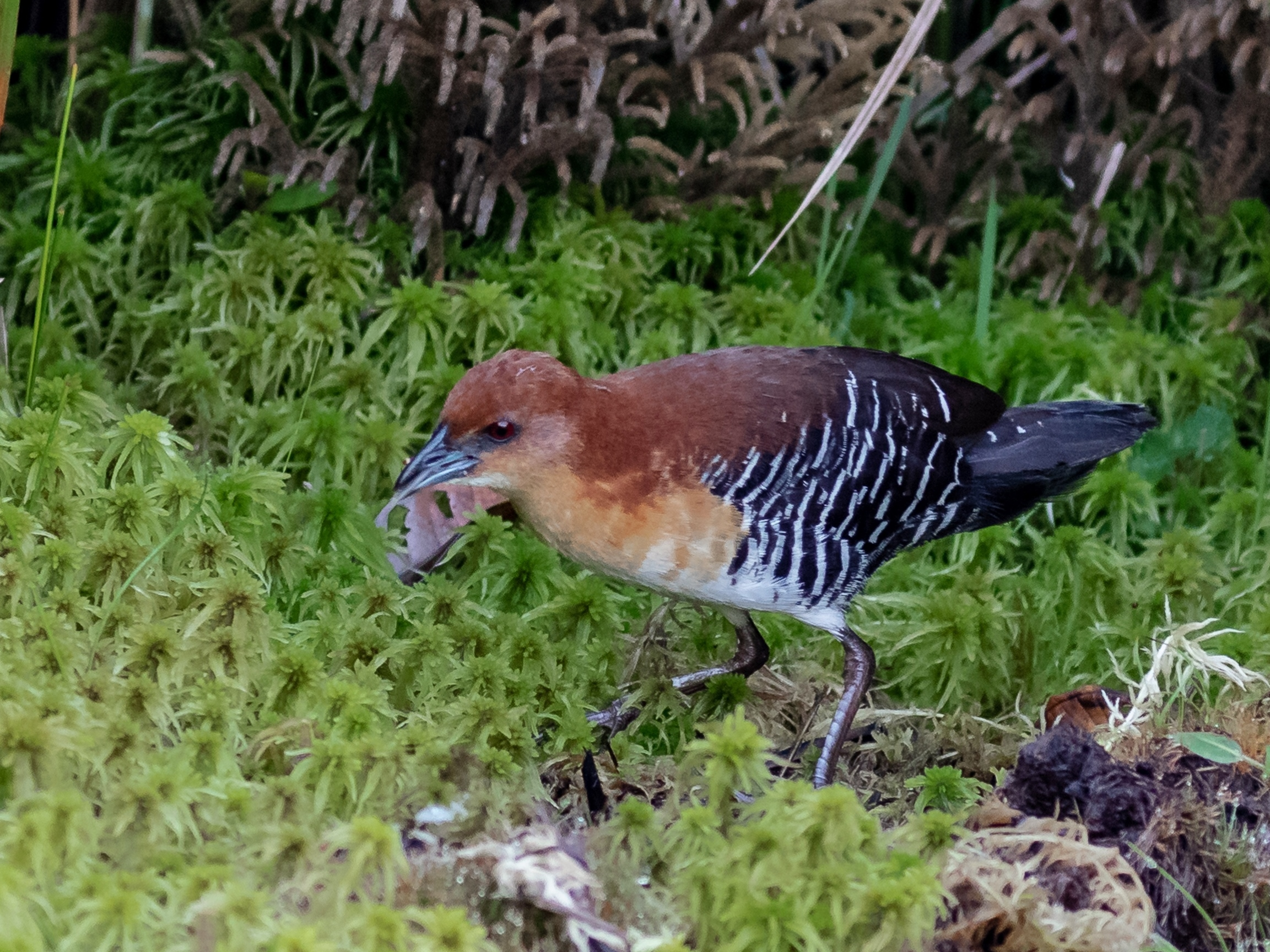
یلوه صورت‌حنایی، سائوپائولو، برزیل

یلوه رخ‌حنایی (نام علمی: Laterallus xenopterus) نام یک گونه از سرده یلوه‌های کوچک است.